# Ла-Пальм
Ла-Пальм (фр. La Palme) — коммуна во Франции, находится в регионе Лангедок — Руссильон. Департамент коммуны — Од. Входит в состав кантона Сижан. Округ коммуны — Нарбонна.
Код INSEE коммуны — 11188.

## Население
Население коммуны на 2008 год составляло 1508 человек.
| 1962 | 1968 | 1975 | 1982 | 1990 | 1999 | 2008 |
| ---- | ---- | ---- | ---- | ---- | ---- | ---- |
| 842  | 851  | 865  | 935  | 1009 | 1151 | 1508 |

## Экономика
В 2007 году среди 892 человек в трудоспособном возрасте (15—64 лет) 559 были экономически активными, 333 — неактивными (показатель активности — 62,7 %, в 1999 году было 58,6 %). Из 559 активных работали 487 человек (275 мужчин и 212 женщин), безработных было 72 (34 мужчины и 38 женщин). Среди 333 неактивных 68 человек были учениками или студентами, 132 — пенсионерами, 133 были неактивными по другим причинам.

## Достопримечательности
- Церковь Св. Иоанна XIII века
- Романская часовня Сен-Панкрас X века
- Древний вал с укреплёнными воротами